# Vulcanoïde

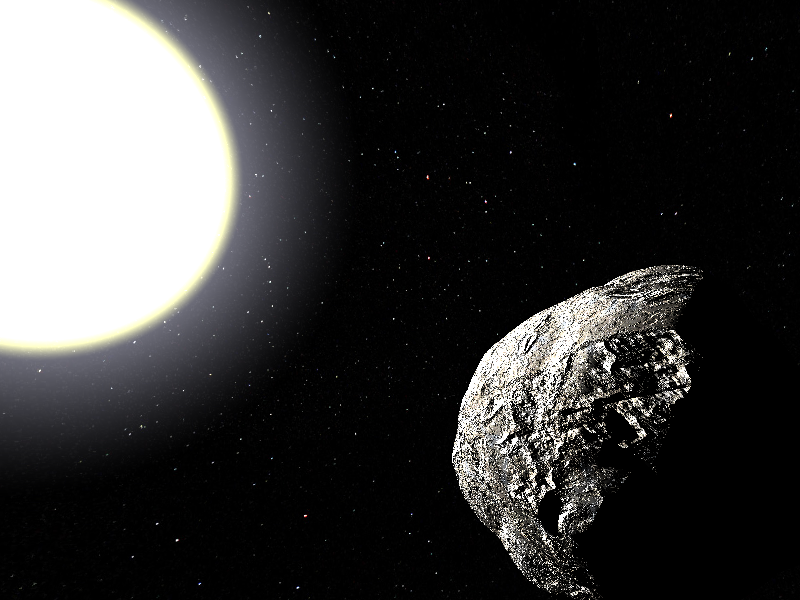
Vue d'artiste des hypothétiques Vulcanoïdes.

Un astéroïde vulcanoïde, ou simplement un vulcanoïde, est un astéroïde hypothétique dont l'orbite serait intérieure à celle de Mercure. Les objets de cette classe occuperaient la zone dynamiquement stable qui s'étale entre 0,08 et 0,21 unité astronomique (12 à 31 millions de kilomètres) du Soleil. Les astéroïdes vulcanoïdes tirent leur nom de celui de la planète hypothétique Vulcain, que les astronomes du XIXe siècle ont cherché à découvrir afin d'expliquer l'excès de précession du périhélie de Mercure — laquelle fut finalement pleinement expliquée par la relativité générale sans ajouter de planète.

## Caractéristiques et prédictions théoriques
Selon des études à l’égard des effets de l'évolution collisionnelle concernant les ensembles hypothétiques de vulcanoïdes[pas clair] dans la région située entre 0,06 et 0,21 au, il est prouvé que la zone des vulcanoïdes pourrait être peuplée.

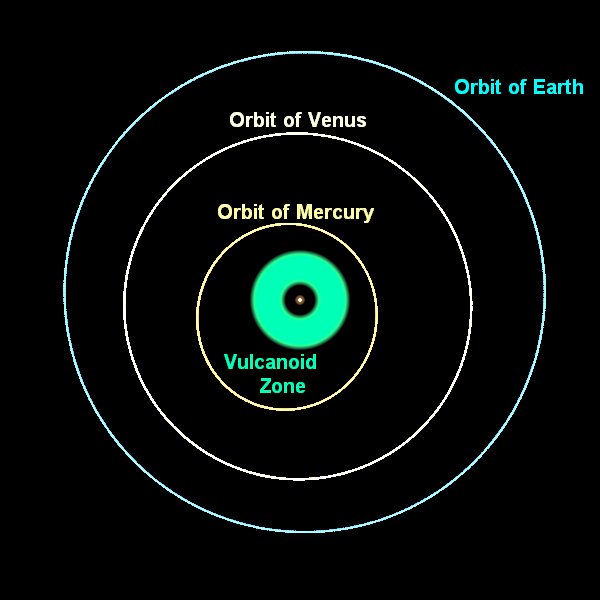
Zone possible des vulcanoïdes figurée en vert.

Toutefois, la fréquence et l'énergie de l'évolution collisionnelle à cette proximité du Soleil, ajoutées au rayonnement et aux petits débris à l’extérieur de cette région, contribuent ensemble à une activité et à un environnement fortement intensif[pas clair] qui éroderaient n'importe quelle population de corps rocheux placés dans une telle zone, à moins que les corps soient sur des orbites circulaires d'excentricité orbitale inférieure à ~10-3, ou soient particulièrement vulnérables aux impacts. Le lieu le plus favorable pour que de tels corps résiduels survivent dans cette région est à l’intérieur d’orbites particulièrement circulaires près du bord externe de la zone dynamiquement stable des vulcanoïdes (c'est-à-dire près de 0,2 au), où l’évolution collisionnelle et le rayonnement, les petits corps et les débris sont moindres.
Si l'excentricité orbitale moyenne dans cette région dépasse ~10-3, il est alors peu probable que plus de quelques centaines objets à peine plus grands qu'un kilomètre de rayon soient trouvés dans la zone vulcanoïde tout entière. En incluant même de plus grands objets avec un rayon de 30 km et ceux d'un rayon inférieur à 0,1 km, toute la masse des corps présents dans la zone vulcanienne ne saurait être supérieure à ~10–6 masse terrestre. En dépit de la stabilité dynamique de grands objets dans cette région, il est plausible que la région entière soit dénuée d'objets de taille supérieure à 1 km.
Néanmoins, l'espoir subsiste car la région du Système solaire étudiée est gravitationnellement stable et toutes les autres régions du même genre sont occupées par des objets mineurs. De plus, la surface cratérisée à saturation de Mercure indique qu'une population de vulcanoïdes a dû exister aux débuts du système solaire.
Les vulcanoïdes, s'ils existent, formeraient une sous-classe des astéroïdes apohele.
À l'aide d'une simulation informatique, Wyn Evans et Serge Tabachnik (département de physique théorique d'Oxford) ont montré en 1999 qu'une zone de stabilité entre le Soleil et Mercure est possible.

## Observations
Aucun vulcanoïde (au sens d'astéroïde individuel) n'a été découvert à l'heure actuelle (novembre 2020), malgré de nombreuses battues, incluant des recherches menées par la NASA à l'aide d'avions F-18 volant à haute altitude et des fusées suborbitales Black Brant[réf. nécessaire]. Ces recherches sont très difficiles à mener à cause de l'éblouissement solaire. S'il existe des vulcanoïdes, ils ne devraient pas dépasser 60 kilomètres de diamètre, taille qui aurait été détectée par les recherches effectuées jusqu'ici.
Néanmoins, des nuages de poussières intramercuriens s'agglomèrent de manière transitoire à 0,043 unité astronomique (6,4 millions de kilomètres) du Soleil, ce qui a été confirmé lors de nombreuses éclipses solaires. Une zone de stabilité est en effet également prédite à cette distance. On ne peut pas pour autant parler d'une ceinture d'astéroïdes vulcanoïdes et on ne sait pas grand-chose de ces objets en raison de la difficulté de l'observation.
On découvre cependant de plus en plus de corps mineurs s'approchant très près du Soleil. Un exemple est (289227) 2004 XY60, dont le périhélie se trouve à 0,130 unité astronomique du Soleil. Cependant, cet astéroïde s'en éloigne, à son aphélie, de 3,30 unités astronomiques, c'est-à-dire dans la ceinture principale d'astéroïdes, ce qui fait qu'il n'est clairement pas considéré comme étant un vulcanoïde[réf. non conforme]. Il existe des astéroïdes encore plus proches du Soleil, comme (137924) 2000 BD19 qui se trouve au plus près à 0,092 ua.

## Exploration
Les recherches continuent pour confirmer ou infirmer l'existence de la ceinture de vulcanoïdes. La sonde américaine MESSENGER a par exemple été mise à contribution au cours de son périple interplanétaire, sans résultat. Les deux problèmes qui entravent la recherche des vulcanoïdes sont leurs proximité vis-à-vis du Soleil et le diamètre minime des objets recherchés.